# Andrej Kovatsjev
Andrej Andrejev Kovatsjev (Bulgaars: Андрей Андреев Ковачев) (Sofia, 13 december 1967) is een Bulgaars politicus en ecoloog. Hij zetelt sinds augustus 2009 in het Europees Parlement namens de partij Burgers voor Europese Ontwikkeling van Bulgarije. Op 2 juli 2014 werd hij verkozen als een van de vijf quaestors van het parlement. In die hoedanigheid is hij sindsdien lid van het Bureau.

## Biografie
Kovatsjev studeerde biologie aan de Universiteit van Saarland in Duitsland. In 1998 behaalde hij aan deze universiteit een doctoraat in natuurwetenschappen. Hij is onder andere werkzaam geweest bij de Balkani Wildlife Society, een non-profitorganisatie die onderzoek verricht in de Balkanregio. Kovatsjev volgde op 24 augustus 2009 Roemjana Zjeleva op als lid van het Europees Parlement. Hij maakt onder meer deel uit van de Commissie buitenlandse zaken en de Subcommissie veiligheid en defensie.